# 미야마에촌 (사이타마현)
미야마에촌(宮前村)은 사이타마현 히키군에 속했던 촌이다.

## 역사
- 1889년 4월 1일 - 정촌제 시행에 의해 히키군 미야마에촌이 성립하였다.
- 1954년 11월 3일 - 후쿠다촌과 합병해 나메가와촌이 신설하였다.
- 1984년 11월 3일 - 정으로 승격해 나메가와정이 되었다.